# TTL 7427

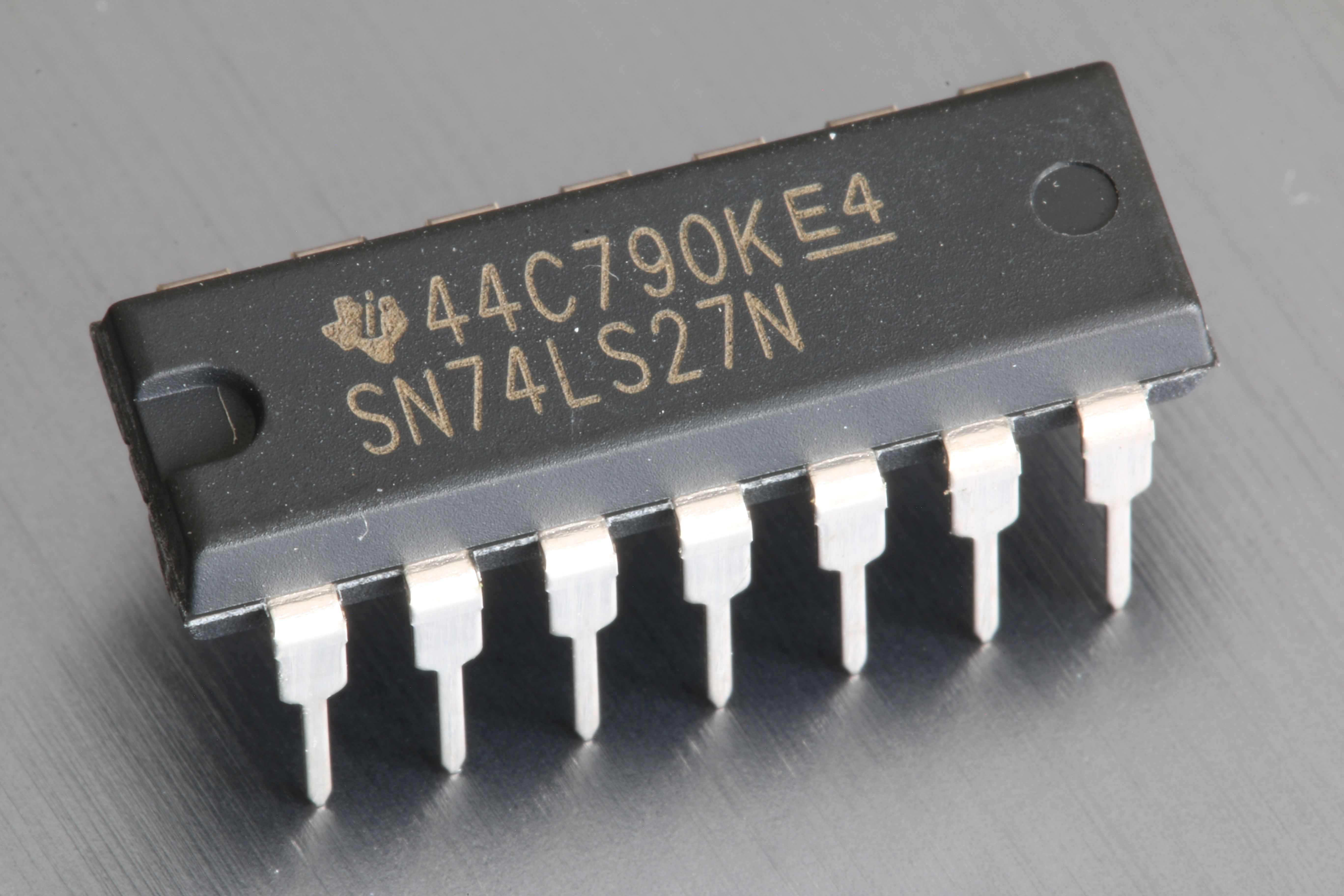
Circuito integrado SN74LS27N da Texas Instruments

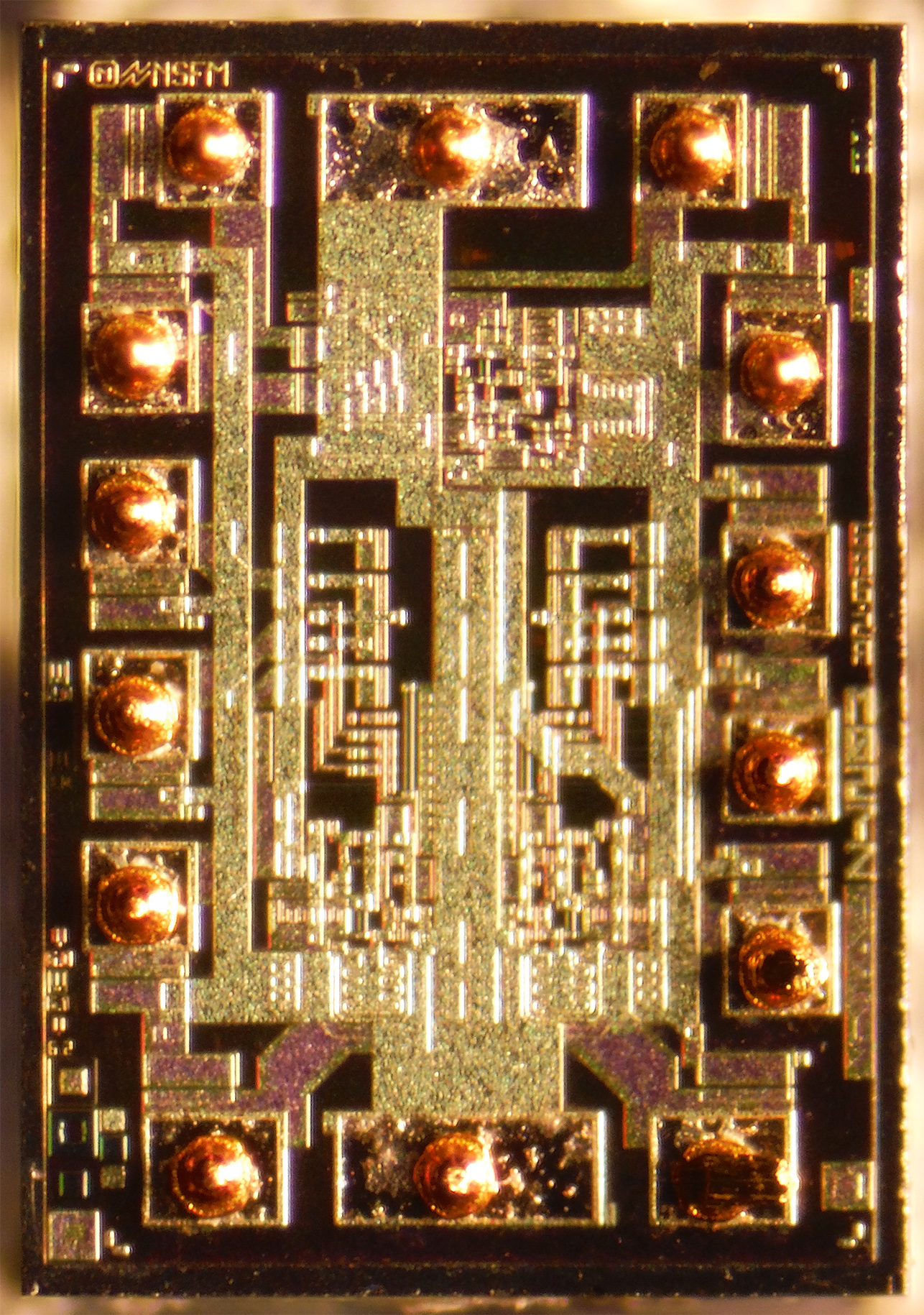
O DIE exposto de um 74F27

O circuito TTL 7427 é um dispositivo TTL encapsulado em um invólucro DIP de 14 pinos que contém três portas NOR de três entradas.

## Tabela-verdade
{\displaystyle /Y={\overline {A+B+C}}}
| A (entrada) | B (entrada) | C (entrada) | /Y (saída) |
| ----------- | ----------- | ----------- | ---------- |
| L           | L           | L           | H          |
| L           | L           | H           | L          |
| L           | H           | X           | L          |
| H           | X           | X           | L          |

H (nível lógico alto)
L (nível lógico baixo)
X (irrelevante)